# Ett vänligt ord kan göra under
Ett vänligt ord kan göra under är en psalm om vänlighet och tacksamhet av Paul Nilsson 1933.
Melodin (Bess-dur, 2/2) från Hamburg 1680 eller 1690 är samma som till De rika skördar, som förgyllde, Jag nu den säkra grunden vunnit och Hör, Gud ännu sin nåd dig bjuder, Är än min röst som änglars tunga.

## Publicerad som
- Nr 413 i 1937 års psalmbok under rubriken "Trons bevisning i levnaden".
- Nr 98 i Den svenska psalmboken 1986, 1986 års Cecilia-psalmbok, Psalmer och Sånger 1987, Segertoner 1988 och Frälsningsarméns sångbok 1990 under rubriken "Vittnesbörd - tjänst - mission".
- Nr 482 i den finlandssvenska psalmboken1986  under rubriken "Ansvar och tjänande".